# Le Quotidien de l'art
Le Quotidien de l'art es un diario francés dedicado a la actualidad del mundo del arte y su mercado, creado en 2011 por Nicolas Ferrand. Fue comprado en octubre de 2017 por Frédéric Jousset, propietario del grupoBeaux Arts magazine.

## El periódico
Le Quotidien de l'art trata lo esencial de la actualidad, puesta en perspectiva y analizada por especialistas del arte y su mercado. Primer diario de arte, publicado de lunes a viernes, con una edición " Spécial Week-end» : l'Hebdo du Quotidien de l’art todos los viernes.
Cada año se realizan numerosos suplementos o números especiales en colaboración con instituciones o en su nombre. La Feria Internacional de Arte Contemporáneo, Art Basel, Art Basel Miami, Art Basel Hong Kong, Art Bruselas, Salones de Primavera en París, Paris Photo, etc. Estos números se archivan y se ponen a disposición de los suscriptores del Quotidien de l'art.